# كأس أيرلندا الشمالية 1976–77
كأس أيرلندا الشمالية 1976–77 (بالإنجليزية: 1976–77 Irish Cup)‏ هو موسم من كأس أيرلندا. كان عدد الأندية المشاركة فيه  16، وفاز فيه نادي كوليرين.